# Saint-Caprais (Cher)
 Saint-Caprais  es una población y comuna francesa, situada en la región de  Centro, departamento de Cher, en el distrito de Bourges y cantón de Levet.

## Demografía
| 289 | 299 | 271 | 317 | 449 | 491 |
| Para los censos de 1962 a 1999 la población legal corresponde a la población sin duplicidades (Fuente: INSEE [Consultar]) |     |     |     |     |     |